# Internazionali Femminili di Palermo 2001
Internazionali Femminili di Palermo 2001 — жіночий тенісний турнір, що проходив на відкритих кортах з ґрунтовим покриттям у Палермо (Італія). Належав до турнірів 5-ї категорії в рамках Туру WTA 2001. Це був 14-й за ліком Internazionali Femminili di Tennis di Palermo. Тривав з 9 до 15 липня 2001 року. Дев'ята сіяна Анабель Медіна Гаррігес здобула титул в одиночному розряді й отримала 16 тис. доларів США.

## Фінальна частина

### Одиночний розряд
Анабель Медіна Гаррігес —  Крістіна Торренс-Валеро, 6–4, 6–4
- Для Медіни Гаррігес це був 1-й титул в одиночному розряді за кар'єру.

### Парний розряд
Татьяна Гарбін /  Жанетта Гусарова —  Марія Хосе Мартінес Санчес /  Анабель Медіна Гаррігес, 4–6, 6–2, 6–4